# Exposição Internacional do Centenário da Independência
De Exposição Internacional do Centenário da Independência was een Wereldtentoonstelling die tussen 7 september 1922 en 23 maart 1923 in, de toen Braziliaanse hoofdstad, Rio de Janeiro werd gehouden ter gelegenheid van de honderdste verjaardag van de Braziliaanse onafhankelijkheid.
Het Bureau International des Expositions heeft deze tentoonstelling nooit erkend. Het internationale karakter zat in de deelname van 13 landen: Argentinië, België, Denemarken, Frankrijk, Engeland, Italië, Japan, Mexico, Noorwegen, Portugal, Tsjecho-Slowakije, Verenigde Staten en Zweden met elk een eigen paviljoen. Brazilië zelf had een paviljoen met presentaties van de verschillende Braziliaanse staten. Naast de landen paviljoens waren er nog 11 themapaviljoens. In totaal bezochten 3 miljoen bezoekers de tentoonstelling.